# Exposition de la Cité Reconstituée
L'Exposition de la Cité Reconstituée est une exposition sur l'urbanisme qui s'est déroulé aux Tuileries du 23 mai 1916 au 15 août 1916.
L'exposition est organisée par l'Association Générale des Hygiénistes et Techniciens Municipaux (AGHTM), devenue en 2006 Association scientifique et technique pour l'eau et l'environnement (ASTEE). Un rapport général sur l'exposition est publié en 1917 par Louis Gaultier, secrétaire général du comité supérieur de l'exposition.

## Historique
Cette exposition est inaugurée par Raymond Poincaré. Une présentation des documents collectés par Patrick Geddes y est faite sous l'appellation d'Exposition Civique et Urbaniste, celui-ci donne également à l'occasion de cette exposition des conférences (vraisemblablement deux).
Une autre particularité de cette exposition est l'utilisation pour la première fois du terme de ruralisme. En tout cas, c'est la première trace qui existe de ce terme en France. Le terme est utilisé dans une conférence de Maurice Vignerot, ingénieur des Améliorations Agricoles, à l'occasion d'une conférence intitulée Ce que doit être un village.